# Piotr Bednarczyk (duchowny)

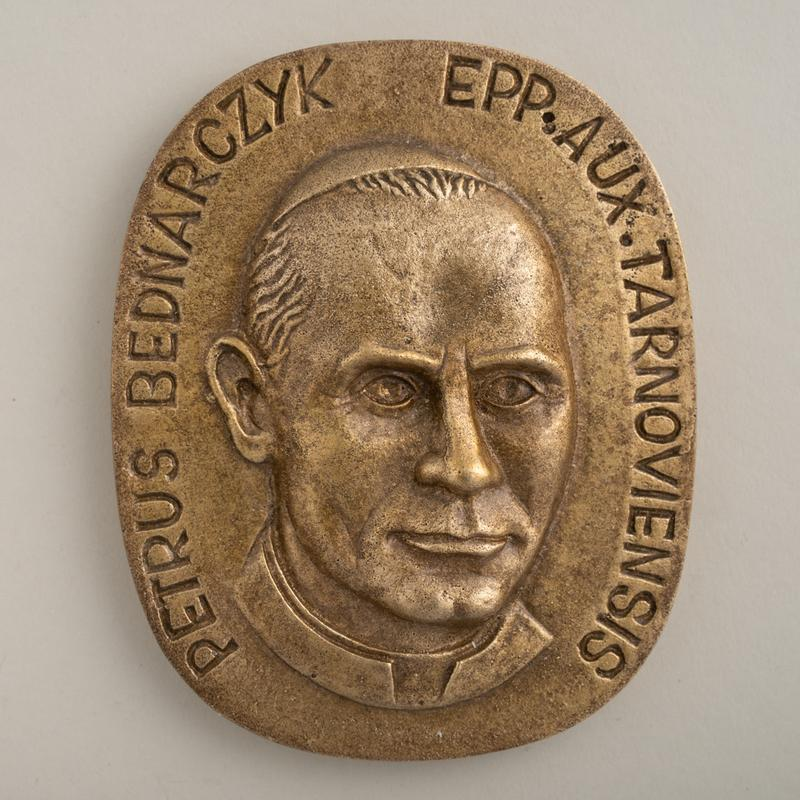
Medal z podobizną biskupa Piotra Bednarczyka ze zbiorów Muzeum Archidiecezji Warszawskiej

Piotr Longin Bednarczyk (ur. 23 lutego 1914 w Sowlinach, zm. 7 sierpnia 2001 w Limanowej) – polski duchowny rzymskokatolicki, doktor pedagogiki i teologii, biskup pomocniczy tarnowski w latach 1968–1991, od 1991 biskup pomocniczy senior diecezji tarnowskiej.

## Życiorys
Urodził się 23 lutego 1914 w Sowlinach. W latach 1928–1933 kształcił się w Państwowym Seminarium Nauczycielskim im. Jędrzeja Śniadeckiego w Tarnowie, uzyskując dyplom nauczyciela szkół powszechnych. W 1935 złożył egzamin dojrzałości w III Gimnazjum im. Jana III Sobieskiego w Krakowie. W tym samym roku przeniósł się do Poznania, gdzie podjął pracę jako nauczyciel w zespole szkół Collegium Marianum, a następnie w latach 1935–1939 studiował pedagogikę i filozofię na Wydziale Humanistycznym Uniwersytetu Poznańskiego. Studia przerwał po wybuchu II wojny światowej, wrócił do Małopolski i w latach 1940–1944 odbył studia teologiczne w Wyższym Seminarium Duchownym w Tarnowie. 3 czerwca 1944 został wyświęcony na prezbitera w Tarnowie przez arcybiskupa metropolitę krakowskiego Adama Stefana Sapiehę. Na Uniwersytecie Poznańskim uzyskał w 1946 magisterium z filozofii w zakresie pedagogiki, a w 1947 doktorat nauk pedagogicznych na podstawie dysertacji Zużytkowanie wykształcenia szkoły powszechnej przez ludność wiejską w świetle pedagogiki empirycznej, zaś na Wydziale Teologicznym Uniwersytetu Jagiellońskiego w 1950 magisterium, a w 1954 doktorat na podstawie rozprawy Ks. Franciszek Gabryl – czasy, życie, dzieła.
W latach 1944–1946 był wikariuszem w parafii św. Marii Magdaleny i św. Stanisława Biskupa w Szczepanowie. W latach 1946–1953 zajmował stanowisko wicerektora Internatu św. Józefa w Tarnowie, w latach 1949–1954 pracował jako katecheta w gimnazjum i liceum sióstr urszulanek w Tarnowie, a w latach 1954–1959 pełnił funkcję ojca duchownego Małego Seminarium Duchownego w Tarnowie. W 1948 został referentem ds. katechetycznych w kurii diecezjalnej, a w latach 1962–1968 sprawował funkcje pierwszego referenta ds. katechetycznych i diecezjalnego wizytatora religii. W 1960 został sędzią Trybunału III Instancji w Tarnowie. W latach 1957–1968 był członkiem Komisji Szkolnej Konferencji Episkopatu Polski. W 1962 papież Jan XXIII nadał mu godność szambelana Jego Świątobliwości.
Od 1946 do 1985 prowadził wykłady w Wyższym Seminarium Duchownym w Tarnowie z psychologii eksperymentalnej, psychologii racjonalnej, psychologii wychowawczej, psychopatologii i pedagogiki. W latach 1960–1963 piastował stanowisko wicerektora tarnowskiego seminarium.
21 lutego 1968 papież Paweł VI mianował go biskupem pomocniczym diecezji tarnowskiej ze stolicą tytularną Turris Rotunda. Święcenia biskupie otrzymał 21 kwietnia 1968 w katedrze Narodzenia Najświętszej Maryi Panny w Tarnowie. Udzielił mu ich kardynał Karol Wojtyła, arcybiskup metropolita krakowski, w asyście Jerzego Ablewicza, biskupa diecezjalnego tarnowskiego, i Karola Pękali, biskupa pomocniczego tarnowskiego. Jako zawołanie biskupie przyjął słowa „Ut gaudens catechizem” (Abym radośnie katechizował). W 1968 został ustanowiony wikariuszem generalnym diecezji i prepozytem tarnowskiej kapituły katedralnej. W kurii diecezjalnej nadzorował referat duszpasterstwa ogólnego i katechetycznego oraz dzieła powołań, a także patronował sanktuariom w Limanowej, Okulicach i Przeczycy. W latach 1981–1986 przewodniczył komisji głównej IV Synodu Diecezji Tarnowskiej i monitorował prace komisji teologicznej, nauczania, kultu Bożego i duchowieństwa diecezjalnego. Po śmierci arcybiskupa Jerzego Ablewicza, od 5 kwietnia do 4 listopada 1990, zarządzał diecezją jako jej administrator. 22 czerwca 1991 papież Jan Paweł II przyjął jego rezygnację z obowiązków biskupa pomocniczego diecezji tarnowskiej. Po ustąpieniu z urzędu zamieszkał w swoim rodzinnym domu w Limanowej.
W latach 1968–1980 należał do Komisji Katechetycznej (od 1975 przewodniczył podkomisji programowej) i Komisji Maryjnej Konferencji Episkopatu Polski. Był współkonsekratorem podczas sakr biskupów pomocniczych tarnowskich: Józefa Gucwy (1969), Władysława Bobowskiego (1975) i Jana Styrny (1991).
Promował prowadzenie katechez w rodzinach, a w celu przygotowania matek do katechizacji wygłaszał dla nich cykle konferencji i rekolekcji. Opracował katechezy dla dzieci w wieku przedszkolnym. Brał udział w utworzeniu programu katechetycznego (zatwierdzonego w 1971), a następnie w zredagowaniu opartych na nim podręczników szkolnych. Uczestniczył również w pracach nad przygotowaniem pierwszego posoborowego katechizmu ogólnopolskiego.
Zmarł 7 sierpnia 2001 w Limanowej. 11 sierpnia 2001 został pochowany w krypcie przy tamtejszej bazylice Matki Bożej Bolesnej.

## Wyróżnienia, upamiętnienie
W 2014 pośmiertnie przyznano mu tytuł honorowego obywatela Limanowej. Wcześniej, w 1997, nadano mu odznakę Za zasługi dla Miasta Limanowa.
W 2011 został patronem przedszkola, które zostało założone w budynku, gdzie dawniej mieścił się jego dom rodzinny.